# Controversia de toma de juramento en el Consejo Legislativo de Hong Kong
La controversia de toma de juramento en el Consejo Legislativo de Hong Kong ocurrió el 12 de octubre de 2016 durante la toma de juramento de múltiples miembros electos al Consejo (LegCo), pertenecientes alcampo prodemocracia que resultó en la descalificación de seis activistas —Baggio Leung, Yau Wai-ching del partido localista Youngspiration— descalificados el 15 de noviembre de 2016 por orden de una corte por promover independentismo hongkonés y seguida por la descalificación de otros cuatro activistas el 14 de julio de 2017, —Leung Kwok-hung, Nathan Law, Edward Yiu y Lau Siu-lai—, por la manera en que tomaron su juramento.

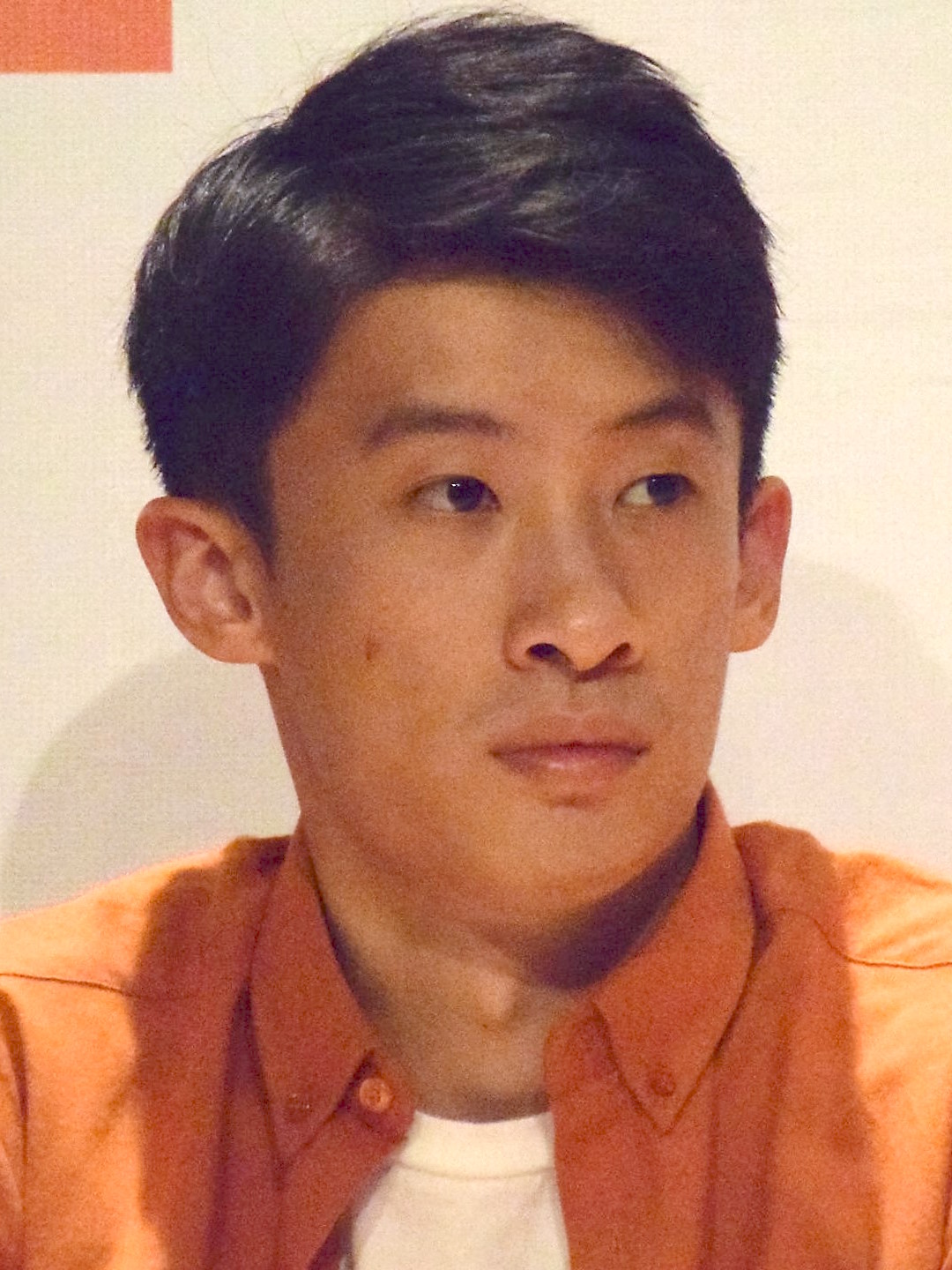
Baggio Leung — Descalificado por promover independentismo hongkonés y por pronunciar "China" como "Sheena"
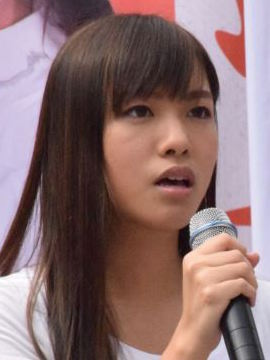
Yau Wai-ching — Descalificada por promover independentismo hongkonés y por pronunciar "China" como "Sheena"
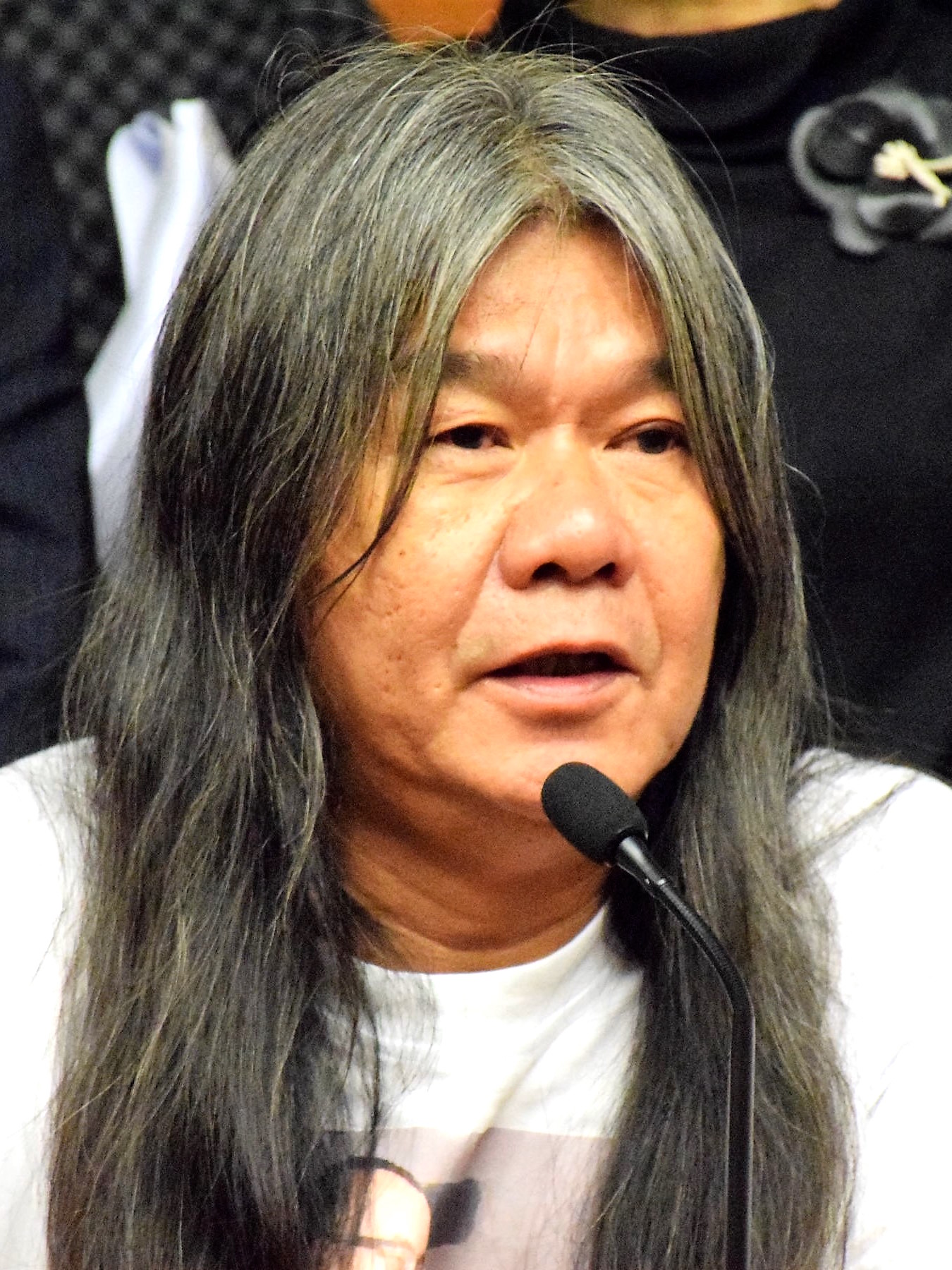
Leung Kwok-hung — Descalificado por pronunciar slogans anti-Partido Comunista Chino antes y después de la toma de juramento
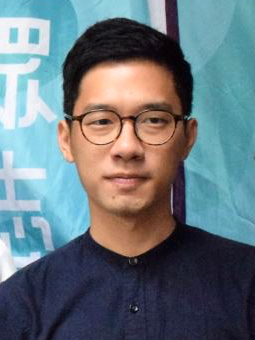
Nathan Law — Descalificado por slogans luego de su toma de juramento y promover la autodeterminación
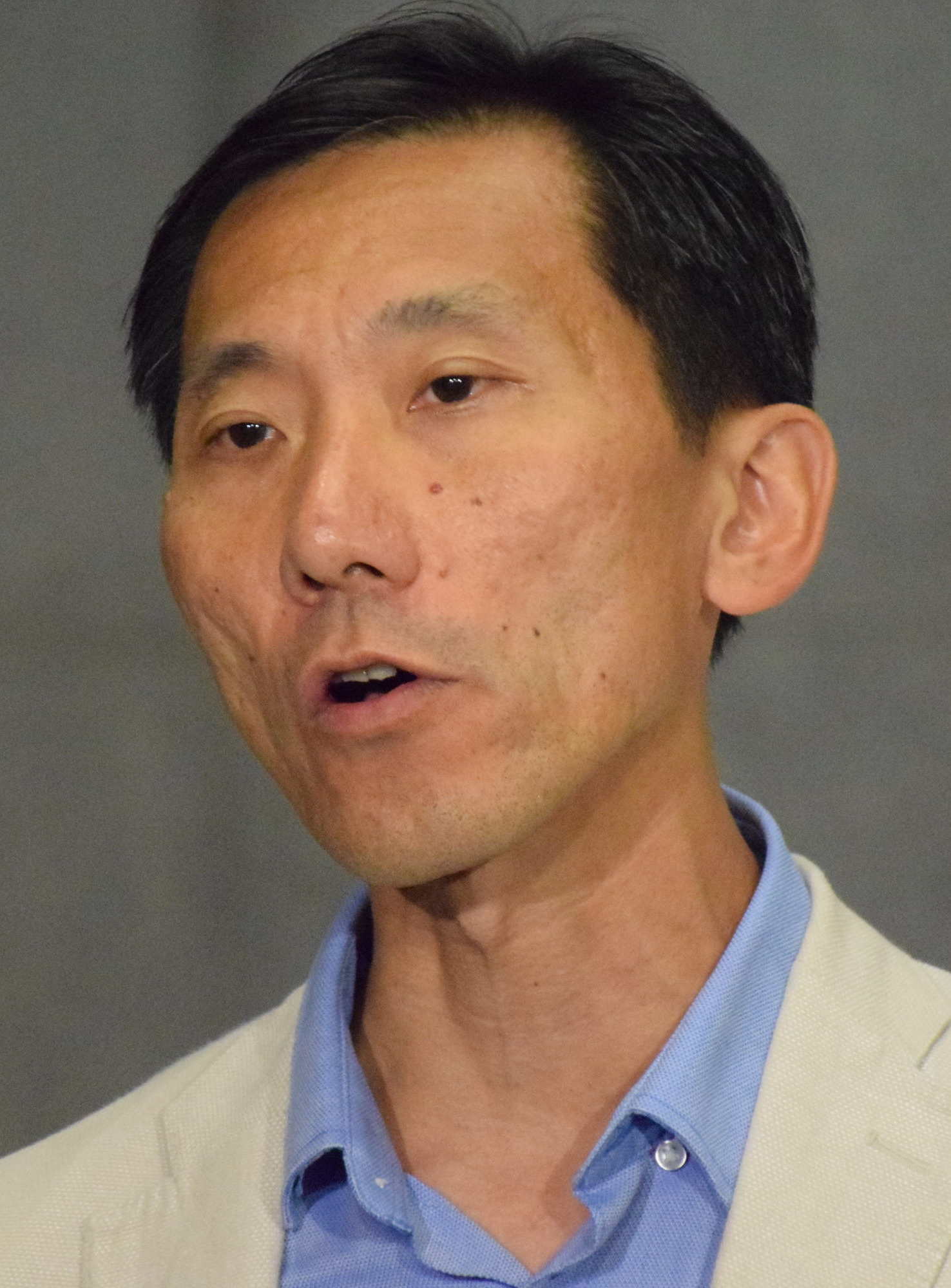
Edward Yiu — Descalificado por haber alterado el discurso durante la toma de juramento
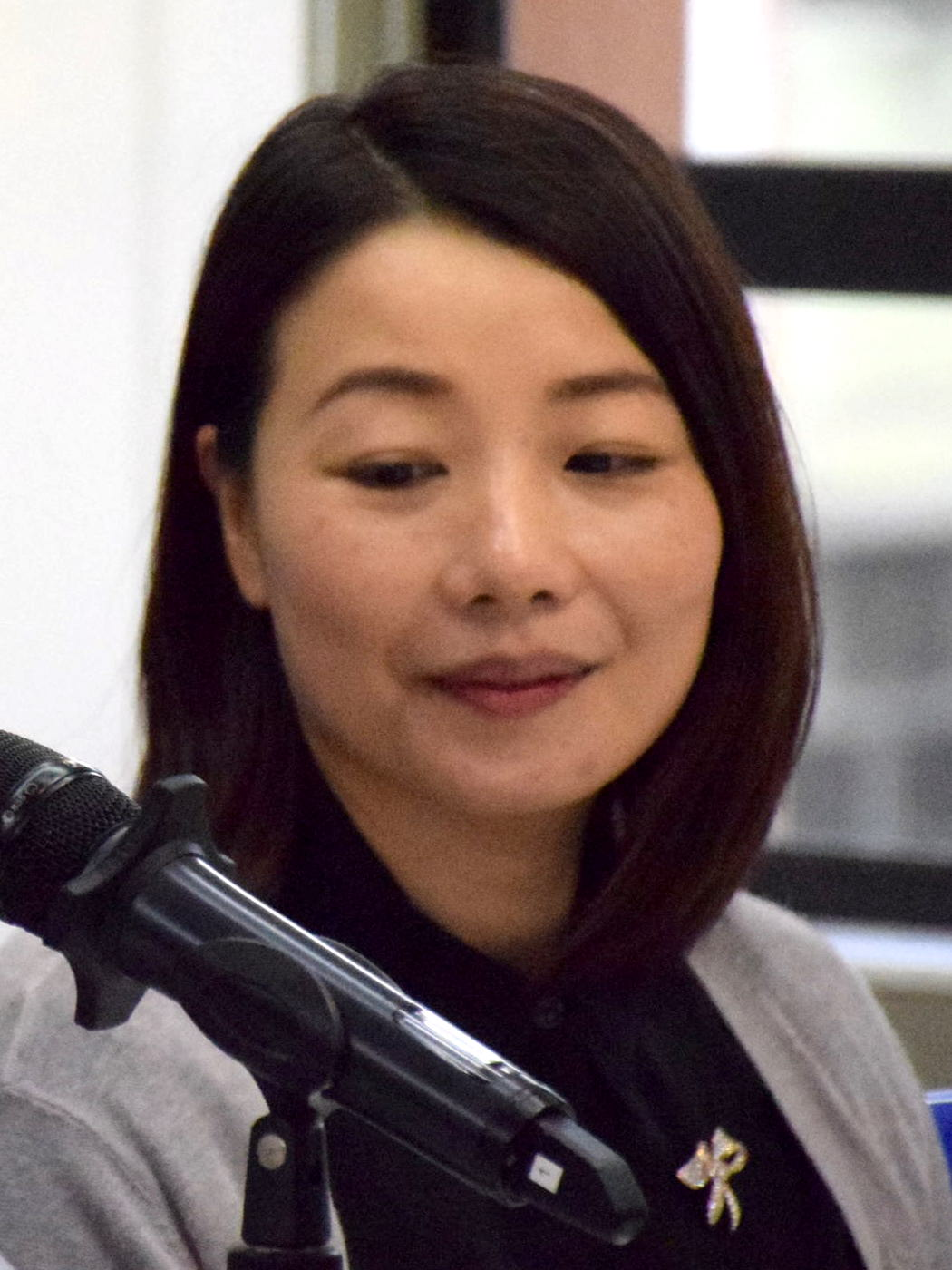
Lau Siu-lai — Descalificada por haber alterado su discurso introductorio durante la toma de juramento